# E’s
E's (яп. エス Эсу) — японская манга, написанная и иллюстрированная Сатору Юйгой. Выпускалась впервые в журнале Monthly GFantasy с 1997 года по 2005 год. Позже Square Enix выпустила её отдельными томами. Всего издано 16 томов. Первый из них вышел 18 марта 2003 года, последний — 27 февраля 2010 года. Манга была лицензирована компанией Broccoli Books на территории США, однако перестала выпускаться в 2008 году в связи с закрытием компании. За это время компания успела выпустить лишь первые 4 тома манги. Манга была также лицензирована на территории Германии компанией Carlsen Comics и на территории Китая компанией Tong Li Publishing.

## Аниме
На основе сюжета манги Studio Pierrot был выпущен аниме-сериал под названием E's Otherwise (яп. エス·アザーワイズ). Премьерный показ его состоялся по телеканалу TV Tokyo с 1 апреля по 23 сентября 2003 года.
Сериал был лицензирован на территории США компанией ADV Films.

## Романы
Автор манги, Сатору Юйга, написал 2 романа на основе сюжета манги, которые были опубликованы издательством Square Enix. Первый том под названием E’s The Time to Baptism был опубликован 26 февраля 1999 года, второй 27 января 2000 года.

## Сюжет
Кай и Хикару находятся под защитой корпорации ASHURUM одной из 12 корпораций, управляющих миром, так как являются «E’s» — людьми со сверх естественными способностями. Найденный Эйдзи, Кай был избран в специальное подразделение AESES корпорации ASHURUM, однако он должен пройти интенсивную подготовку в различных областях, таких как боевые искусства, программирование и психологическая подготовка. В свободное время от тренировок Кай навещал больную сестру, чьё самочувствие не улучшалось.
Однажды во время одной из миссий Кай пострадал и был спасён и выхожен Асукой. Прожив какое-то время среди людей, он узнал их доброту. А потом выяснил, что ASHURUM промывает мозги всем псионикам, чтобы усилить их и «ускорить» эволюцию, что позволит выжить только E’s.

## Список персонажей
Кай Кудо (яп. 戒玖堂 Кай Кудо:) — Главный герой истории. Его семья погибла и он остался сиротой вместе со своей сестрой. Обладает сильными способностями экстрасенса, но не такими, как Хикару. Очень любит всё сладкое. Кай и Хикару были приняты в корпорацию ASHURUM, чтобы получить защиту от людей, ненавидящих эсперов. В обмен, Кай должен был вступить в специальное подразделение AESES. Однако после неудачной миссии, которая привела к смерти его товарища, он попал в город Гальд, управляемый криминальными синдикатами. Там он встречается с Юки Токугавой, который ненавидит экстрасенсов, но принимает Кая и его сестру. Позже он помогает своему бывшему сопернику Шень-Луну восстановить личность его сестры-близнеца. Узнав об истинных целях ASHURUM, Кай отправляется спасать Хикару от Эйдзи и оказывается втянут в финальную битву с ним за судьбу мира. Финал этой битвы не демонстрируется.
Сэйю: Юки Тай
Хикару Кудо (яп. 光流玖堂 Хикару Кудо:) — Младшая сестра Кая. Невинная девушка, которая обладает огромными силами экстрасенса, но из-за неизвестной болезни не может их использовать. На протяжении всего сериала остаётся прикованной к постели. Кай и Эйдзи часто её навещали в больнице. Позже выясняется, что Эйдзи хочет использовать силы Хикару, чтобы уничтожить большую часть населения Земли. План почти осуществился, когда Хикару была заключена в специальную машину, но Шень-Лун и Юки спасают её. Позже её можно увидеть в Гальде в отличном состоянии.
Сэйю: Хисаё Мотидзуки
Шень-Лун Бельведер (яп. 神龍(シェンロン)ベルヴェディア) — Младший брат-близнец Шин-Лу. Обладает мощными психическими способностями и телекинезом. Ненавидит всех, кто встаёт у него на пути, и начинает соперничать с Каем. Шень-Лун ненавидит также всех людей, которые в детстве издевались над ним. Защищает свою сестру. В припадке ярости может создавать энергетический взрыв, уничтожающий всё в округе.
Сэйю: Масако Нодзава
Шин-Лу Бельведер (яп. 神露(シンルー)) — Старшая сестра Шень-Луна. Она очень заботится о своём брате и расстраивается из-за плохого отношения Шень-Луна к Каю. Привязана к Каю. Подверглась телепатической атаке, из-за чего впала в кому. Это сказалось и на Шень-Луне, который связан с ней. После выхода из комы ей промыли мозги. Шень-Лун вступил с ней в психическую битву, чтобы заставить прийти в себя, но прийти в себя она смогла, только после того, как нанесла брату смертельную рану.
Сэйю: Акэно Ватанабэ
Юки Токугава (яп. 勇基篤川) — Сводный брат Асуки, один из жителей Гальда. Чтобы прокормить младшую сестру, он подрабатывает на разных работах. Также заботится об осиротевших детях, которым некуда пойти.
Сэйю: Ясунори Мацумото
Асука Токугава (яп. 明日香 篤川) — Младшая приёмная сестра Юки. Сначала он заботился о ней, а позже принял её к себе. Очень добрая и заботливая, всегда стремится помочь по дому, но у неё плохо получается. Позже выясняется, что она может чувствовать чувства других людей.
Сэйю: Санаэ Кобаяси
Эйдзи Сагимия (яп. 曳士鷺宮) — Таинственный глава корпорации ASHURUM, которая защищает экстрасенсов. Именно он нашёл Кая и её сестру. На первый взгляд он кажется заботливым и твёрдым человеком, покровителем и желающим, чтобы экстрасенсы получили те же права, что и люди. Но на самом деле жаждет уничтожить человечество, чтобы вместо него существовали только экстрасенсы. Для этого ему нужна была сила Хикару. Во время битвы выясняется, что Эйдзи тоже экстрасенс.
Сэйю: Акимицу Такасэ

## Список серий аниме
| #  | Название | Дата выхода      |
| -- | --- | ---------------- |
| 01 | A Superficial Peace «Кёсёку но Хэйон» (虚飾の平穏)                                                                                   | 1 апреля 2003    |
| 02 | We Are Not Here to Destroy «Варэра Хакаи но Тамэ дэ Наку» (我ら破壊の為でなく)                                                       | 8 апреля 2003    |
| 03 | The Arrow That Has Been Loosed «Ханатарэта Я» (放たれた矢)                                                                           | 15 апреля 2003   |
| 04 | At the Place He Washed Ashore «Хё:тяку но Ти дэ» (漂着の地で)                                                                        | 22 апреля 2003   |
| 05 | Magnificant Approach «Карэи Нару Апуро:ти» (華麗なる助走)                                                                            | 29 апреля 2003   |
| 06 | Test Site City «Дзиккэндзё: но Мати» (実験場の街)                                                                                    | 6 мая 2003       |
| 07 | Purple Destiny «Па:пуру Дэсутини:» (パープルデスティニー)                                                                            | 13 мая 2003      |
| 08 | Interlude: The Chronicle of the Rise and Fall of Tokugawa Ramen «Interlude Ра:мэн Токугава Сэйсуи Ки» (Interlude ラーメン篤川盛衰記) | 20 мая 2003      |
| 09 | The Bewitched Soul «Мисэрарэтару Тамасии» (魅せられたる魂)                                                                           | 27 мая 2003      |
| 10 | Rewritten Memory «Рирайтэддо Мэмори:» (リライテッドメモリー)                                                                         | 3 июня 2003      |
| 11 | Sweet Melancholy «Суви:тто на Ю:юцу» (スウィートな憂鬱)                                                                              | 10 июня 2003     |
| 12 | Blind Spot «Buraindo Supotto» (ブラインドスポット)                                                                                   | 17 июня 2003     |
| 13 | Innocent Enthusiasm «Muku Naru Jōnetsu» (無垢なる情熱)                                                                               | 24 июня 2003     |
| 14 | Solitary Shooting Star «Kodoku na Ryūsei» (孤独な流星)                                                                               | 1 июля 2003      |
| 15 | Residents of Paradise «Rakuen no Jūnin» (楽園の住人)                                                                                 | 8 июля 2003      |
| 16 | Similar Vessels «Ainitaru Utsuwa» (相似たる器)                                                                                       | 15 июля 2003     |
| 17 | Escape to the Light «Hikari e no Dasshutsu» (光への脱出)                                                                             | 22 июля 2003     |
| 18 | Same Bed, Different Dreams «Dōshōimu» (同床異夢)                                                                                     | 29 июля 2003     |
| 19 | As You Are Guided «Michibikareru Mama ni» (導かれるままに)                                                                           | 5 августа 2003   |
| 20 | Intent and Fate «Ishi to Unmei» (意思と運命)                                                                                         | 12 августа 2003  |
| 21 | Cruel Flame «Reikoku na Honō» (冷酷な炎)                                                                                             | 19 августа 2003  |
| 22 | Rhapsody «Rapusodī» (狂想曲) | 26 августа 2003  |
| 23 | Distant Dawn «Tōi Yoake» (遠い夜明け)                                                                                                | 2 сентября 2003  |
| 24 | Waking Nightmare «Mezameshi Akumu» (目覚めし悪夢)                                                                                    | 9 сентября 2003  |
| 25 | Harvest Time «Shūkaku no Toki» (収穫のとき)                                                                                          | 16 сентября 2003 |
| 26 | The Approaching Daybreak «Kitaru Beki Reimei» (来るべき黎明)                                                                         | 23 сентября 2003 |

## Критика
Представители сайта Anime News Network отметили, что сам аниме-сериал  стильный и интересный, однако не способен возбудить зрителя. В сериале есть все «ингредиенты» для удачного шоу, однако они не совсем правильно собраны. Графика сериала однако грубая и не очень качественная, хотя в общем не плохая.